# Вомбжежно
Вомбжѐжно (на полски: Wąbrzeźno) е град в Полша, Куявско-Поморско войводство. Административен център е на Вомбжежненски окръг, както и на селската Вомбжежненска община, без да е част от нея. Самият град е обособен в самостоятелна градска община с площ 8,53 км2.